# 煉瓦社
株式会社煉瓦社（れんがしゃ、英語表記：Renga, Inc.）は、ゲームソフト制作・イラストレーターの管理等を行う会社。なお、同社は更に投資育成事業も行っている。
主な所属絵師・漫画家としてみさくらなんこつやABU、及びみついまな等がいる。2007年度からの新規事業として美少女ゲーム専用ブランドを立てる。2007年5月14日付で東京都練馬区にあった本社を東京都千代田区の秋葉原に移転した。

## 会社概要
- 本社 東京・千代田区外神田4-13-6 秋葉原STビル3F
- 資本金 1400万円（2008年末時点）
- 設立 2002年4月
- 従業員 13名（2008年末時点）

## 外部サイト
- 煉瓦社公式サイト